# Paradocus albithorax
Paradocus albithorax är en skalbaggsart som först beskrevs av Stefan von Breuning 1938.  Paradocus albithorax ingår i släktet Paradocus och familjen långhorningar.
Artens utbredningsområde är Angola. Inga underarter finns listade i Catalogue of Life.